# Verso de arte menor
Verso de arte menor, em uma composição poética, é o verso que tem 7 sílabas métricas ou menos.
Entre os versos de arte menor estão:

## Redondilha maior
verso com 7 sílabas métricas.
Um ponto final do sonho

um dia todos teremos

e ao porto escuro e tristonho

entre névoas chegaremos.
Tema para uma canção elegíaca (César Leal)

## Hexassílabo
verso com 6 sílabas métricas:

### Trímetroiâmbico
verso composto por 3 iambos.
No alvorecer da vida

o acalentar materno,

ao clarear da vida,

o belo fulge em flor

e na manhã da vida

o fraquejar do inverno

alçando em sua lida

o errante viajor.
Dúvida transcendental (Carlos Severiano Cavalcanti)

### Dímetroanapéstico
verso composto por 2 anapestos.
E sem pressa de amar

eu te espero outra vez,

pois o meu coração

inda guarda o calor

que o teu corpo irradia.
Outro dia, talvez... (Paulo Camelo)

## Redondilha menor
verso com 5 sílabas poéticas.
Olival de Prata,

veludosos pinhos,

clara madrugada,

dourados caminhos,

lembrai-vos da graça...
Ida e volta em Portugal (Cecília Meireles)

## Tetrassílabo
verso com 4 sílabas poéticas.
Meu coração,

não sei por quê,

bate feliz

quando te vê...
Carinhoso (Pixinguinha)
Mais raros, ainda existem versos com 3 e com 2 sílabas.